# Terre-Clapier
Terre-Clapier foi uma antiga comuna francesa na região administrativa de Occitânia, no departamento de Tarn. Estendia-se por uma área de 12,1 km². Em 2010 a comuna tinha 239 habitantes (densidade: 19,8 hab./km²).
Em 1 de janeiro de 2019, passou a fazer parte da nova comuna de Terre-de-Bancalié.